# Società Sportiva Pro Italia
La Società Sportiva Pro Italia, meglio nota come Pro Italia Taranto, o semplicemente Pro Italia, è stata una società calcistica italiana della prima metà del XX secolo, avente sede nella città di Taranto. Fra le antenate del Taranto, è stato il secondo sodalizio calcistico ad essere istituito in Puglia, venendo preceduto solo dal Club Foot-Ball Challenge di Bari.
Fondata per la prima volta nel 1904, è stata rifondata per tre volte; l'ultimo scioglimento (da cui per la seconda volta è nata, attraverso la fusione con l'Audace Taranto, l'Associazione Sportiva Taranto) è avvenuto nel 1946. Durante gli anni venti del Novecento ha militato nel campionato di Prima Divisione, la massima serie dell'epoca, dove ha concluso il girone pugliese per tre volte in prima posizione di classifica; gli altri club che l'hanno rappresentata negli anni trenta e quaranta hanno militato in Serie C.
Nei primi anni di attività fu una polisportiva.
Da non confondere con l'omonima Unione Sportiva Pro Italia di Torre Annunziata, entità distinta da quella tarantina.

## Storia

### I primi diciassette anni (1904-1921)
Fonti

Luigi Ascanelli (terzo da sinistra, in alto) con la "sua" Pro Italia, in una foto dei primi anni di vita del club.

Nel 1904, nella città di Taranto, il militare della Marina italiana Luigi Ascanelli, con il figlio Alcibiade e alcuni suoi soci del circolo podistico Mario Rapisardi, tra cui Antonio Graniglia, Roberto Caruso e Umberto Presicci, fonda la Società Sportiva Pro Italia, prima società tarantina della storia a praticare espressamente il gioco del Calcio (allora chiamato "Football"). I colori sociali della compagine, la cui formazione è composta da diversi militari della Marina, sono il bianco e il verde. Una delle prime rose della Pro Italia è composta da: Alcibiade Ascanelli, Binazzi, Candela, Armando e Attilio Ligonzo, Loforese, Palumbo, Petrosino, Piacentini, Saracino, Socci, Troncone e Vaggi (tutti, ad eccezione di Saracino, Socci e Vaggi, militari della Marina).
Nel 1905 la Pro Italia si fonde con la società di atletica leggera Rapisardi, dando luogo alla "Taras", ma alcuni mesi dopo (sempre nel 1905) lo stesso Ascanelli fuoriesce dalla Taras con altri soci, rifondando la S.S. Pro Italia. È nominato presidente del club Rondanini, Luigi Ascanelli diviene direttore sportivo.

La Pro Italia, con maglie a strisce bianche e verdi, il 3 aprile 1910, al "Campo San Lorenzo" di Bari, posa assieme al F.B.C. Bari, prima di disputare la prima giornata di Terza Categoria pugliese 1909-10, poi vinta dai padroni di casa 6-1.

 Il primo campo di gioco è la Piazza d'Armi, situata tra la fine di via Di Palma e le mura dell'Arsenale Militare; in allenamento viene impiegato un pallone di stracci, nelle gare quello di cuoio.
Nel 1910 Luigi Ascanelli ha, assieme a Floriano Ludwig ed Ettore De Michele, fondatori rispettivamente di Foot-Ball Club Bari e Sporting Club Lecce (entrambe istituite nel 1908), un ruolo determinante nell'organizzazione del primo campionato pugliese della storia della FIGC, valido per la Terza Categoria 1909-1910 a cui partecipano le stesse tre squadre (e solo esse); i proitaliani concludono il girone pugliese a quattro punti, frutto di due vittorie e due sconfitte, al secondo posto alle spalle del Bari vincitore (partecipante con la seconda squadra).
Dal 1911 le squadre della Pro Italia condividono la piazza d'Armi con i giovani calciatori dell'Audace Foot-Ball Club, un altro club tarantino (con il rosso come colore sociale), istituito nello stesso anno; fra le due compagini si alimenterà progressivamente una rivalità, culminata nel passaggio dell'audaciano Vannucci ai biancoverdi.
Nel 1912 i biancoverdi vincono un torneo partecipato da formazioni baresi e tarantine (le altre squadre sono le riserve della Pro Italia, la stessa Audace e le baresi Liberty e Ideale), l'anno successivo vincono il Campionato Pugliese contro Ideale Bari, S.C. Lecce e una rappresentativa gallipolina; in novembre, dopo il ritiro del Brindisi (i proitaliani) perdono 1-0 lo spareggio con il F.B.C. Bari, valido per il titolo di Prima Categoria. Nel 1915 la squadra biancoverde inizia a disputare gli incontri sul Campo Allievi Operai dell'arsenale marittimo, sempre condividendolo con gli audaciani; nello stesso anno la Pro vince contro l'Alessandro Manzoni di Brindisi 3-0 la finale del Campionato Pugliese di quell'anno.
Dopo la prima guerra mondiale, il 27 giugno 1920, il primo incontro post bellico con la concittadina Audace, tenutosi al "Monte delle vacche" (dove anni dopo sarà edificato l'ospedale civile di Taranto), viene perso dai più blasonati proitaliani per 3 reti a 0; i rossi s'aggiudicano l'intero incasso e il pallone della gara.

### Il trascorso in Prima Divisione (1921-1927)

Una fase dell'incontro Ideale-Pro Italia dell'11 novembre 1923, prima giornata del girone pugliese di Prima Divisione; la gara fu vinta dagli idealisti, padroni di casa, per 3-0.

Nel 1921 la CCI pugliese (affiliata dell'organizzazione scissa dalla FIGC) istituisce per la prima volta un proprio girone regionale di Prima Divisione, la massima serie italiana del tempo; il club biancoverde vi si iscrive con l'Audace, il Liberty di Bari (ufficioso erede del F.B.C. Bari sciolto nel 1915, di cui ha raccolto diversi giocatori e dirigenti) e il tarantino Veloce Foot-Ball Club. La Pro Italia chiude il girone regionale al secondo posto, con un punto in meno dei cugini audaciani, che hanno prevalso nei derby (2-2 all'andata e 2-1 al ritorno). Nella stagione successiva, in cui i campionati tornano ad essere gestiti dalla FIGC, il primato regionale è proitaliano, con pari riscatto nelle stracittadine rispetto all'anno passato (2-2 e vittoria 2-1); il team biancoverde non disputa le finali di Lega Sud perché vietato dalla posizione di cinque suoi calciatori, militari della Marina italiana.
Dopo la stagione 1923-1924, chiusa al quinto posto con tre partite perse a tavolino, la formazione biancoverde ha modo di misurarsi con altre squadre dell'Italia peninsulare nel 1925: dopo aver battuto 1-0 il Liberty nello spareggio per la testa del girone a Napoli (i bianco-bleu baresi avevano terminato il girone a pari punteggio con i proitaliani), la Pro Italia giunge 4ª e ultima nel girone semifinale A, con 3 punti ottenuti tutti in casa, con un 2-0 sul Savoia e un 2-2 con la Lazio.
Nella stagione 1925-1926, dopo aver concluso il girone regionale con un primato in solitario, i proitaliani ricavano il 3º posto nel girone semifinale B con 10 punti, 4 di differenza dalla capolista Alba Roma, una grande dell'epoca (nel 1927 confluita, assieme ad altre squadre della capitale nell'A.S. Roma), perdendo i soli scontri esterni con la stessa squadra romana e con la Bagnolese, poi giunta seconda.
Nell'estate del 1926 per effetto della Carta di Viareggio, che istituisce la Divisione Nazionale, nuova prima serie a due gironi nazionali, la Pro Italia assieme a tutte le maggiori formazioni calcistiche pugliesi permane in Prima Divisione, divenuta seconda serie a carattere integralmente interregionale. A differenza delle stagioni precedenti, la squadra biancoverde conclude il campionato 1926-1927 al 5º posto nel girone D - raggruppamento Sud, a 18 punti pari merito con la barese Ideale, 12 lunghezze di differenza dalla capolista Lazio (i concittadini dell'Audace finiscono all'8º posto, con 11 punti).
Nella prima decade del luglio 1927, l'appena costituito Ente Sportivo della Provincia ionica dispone la fusione delle due maggiori realtà calcistiche della provincia stessa, Audace e Pro Italia, nell'"Associazione Sportiva Taranto", dandone notizia sulla Gazzetta di Puglia il 9 luglio; la sera di tre giorni dopo, al teatro Apollo di Taranto viene presentato il nuovo club, di colori rosso e blu (gli stessi della città di Taranto), che si dichiara creato <<secondo le direttive e i propositi del Partito Fascista>>, per meglio rappresentare calcisticamente la città sopperendo alle non buone condizioni finanziarie sofferte dalle due società sportive gli ultimi anni.

### Il biennio 1938-1940 in Serie C

Il portiere Leonardo Costagliola, lanciato in Serie C dalla Pro Italia, farà poi carriera in Serie A con Bari e Fiorentina.

Il 19 febbraio 1937 i "Fasci giovanili di combattimento Taranto" impegnati nel campionato regionale di Prima Divisione 1937-1938, modificano la propria denominazione sociale e federale in Unione Sportiva Pro Italia, poi concludendo il campionato al secondo posto in classifica e venendo promossa in Serie C (al posto della capolista Bari B).
I biancoverdi concludono i successivi campionati di C rispettivamente a metà classifica nel 1938-1939, e al sesto posto su quindici squadre nel successivo, lanciando il portiere tarantino Leonardo Costagliola, titolare in quei due anni di terza serie, che acquistato nell'estate 1940 dal Bari in Serie A, farà poi carriera in massima serie.
Nell'estate del 1940 il club si fonde con l'A.S. Taranto nell'"Unione Sportiva Taranto".

### L'ultima Pro Italia (1944-1946)
Nel 1944, durante la seconda guerra mondiale, con il Sud Italia liberato dagli Alleati, l'U.S. Taranto tornata in attività riprende il nome Audace Football Club 1911 e la S.S. Pro Italia viene rifondata ex novo. Come altri club, il sodalizio bianco-verde assembla una squadra con alcuni veterani della Serie A, rifugiati nel Meridione, e s'iscrive al torneo misto pugliese del 1945, da cui si ritira prematuramente perché privata di molti atleti, tornati dalle loro famiglie alla fine del conflitto (il torneo misto, fatto finire in anticipo, incompleto e minato da diversi disguidi, fu in seguito privato dell'ufficialità dalla stessa FIGC che l'aveva organizzato).
Alla riapertura dei campionati la rosa bianco-verde, rimaneggiata, viene ammessa a partecipare al campionato di Serie C Centro-Sud 1945-1946, concluso dalla formazione al 7º posto (metà classifica) nel girone E; le altre due formazioni concittadine, cioè l'Audace e l'emergente U.S. Arsenale, chiudono invece lo stesso raggruppamento nelle prime posizioni, ottenendo poi la promozione in Serie B per delibera della Lega Nazionale Centro-Sud.
Dopo alcune trattative estive con i dirigenti dell'Audace F.C. 1911, il 21 giugno 1946 viene firmata una nuova fusione, stavolta definitiva, fra le due società, per unire le forze nel tentativo di soddisfare maggiormente le aspirazioni degli sportivi jonici, ridando quindi vita al Taranto scomparso tre anni prima. L'A.S. Taranto utilizzerà, come nel 1926, il titolo sportivo del club rosso promosso in Serie B, mentre almeno quattro calciatori fino ad allora tesserati con la Pro Italia, entreranno nella rinnovata prima squadra rosso-blu.

## Colori e simboli

### Colori
Fonti
Tutte le fonti affermano senza indugi che i colori della compagine tarantina fossero il bianco e il verde. Molte fonti, comprese fotografie e il testo "I colori del Calcio" di Carlo Fontanelli, testimoniano che negli anni venti la maglia indossata dai calciatori proitaliani fosse verde, con risvolti e una fascia orizzontale all'altezza del petto bianchi; fonti meno concordi per quel che, invece, riguarda pantaloncini e calzettoni, riportati talvolta bianchi o neri.
La situazione pare meno chiara riguardo agli anni dieci, in quanto in una foto scattata a Bari il 3 maggio 1909, prima di disputare un'amichevole con il Bari, i biancoverdi indossano casacche a strisce orizzontali alternate, che diventano verticali il 3 aprile dell'anno seguente, durante la prima giornata della Terza Categoria pugliese, sempre contro i baresi. Le due uniformi complete degli anni dieci, appena citate, sono illustrate qui sotto.
| 190?-1909 | 1910 |

## Strutture

### Stadi
Fonti
Come già scritto sopra, la formazione bianco-verde disputò le sue prime gare interne sulla piazza d'Armi che fiancheggiava le mura dell'Arsenale militare marittimo di Taranto (o "Regio" arsenale), fino al 1915, anno in cui iniziò a utilizzare il Campo Allievi Operai dell'Arsenale stesso. Nel 1923, per l'interessamento diretto e il sovvenzionamento di alcuni sostenitori e dirigenti della Pro Italia (Carano, D'Erasmo, Racugno, Calderazzo e Guardone) fu costruito il motovelodromo o Stadio Corvisea, per andare incontro alle necessità degli sportivi tarantini; il campo fu quindi usato dai bianco-verdi a partire dallo stesso 1923. Dapprima di proprietà proitaliana quest'impianto, che prendeva il nome dall'omonimo quartiere tarantino che l'ospitava, Solito-Corvisea, passò poi (non è dato sapere quando, di preciso) in possesso al club concittadino Audace F.C..

## Società
Stando a quanto testimonia Umberto Presicci, uno dei calciatori fondatori della società, in una lettera scritta per il giornale "Puglia Sportiva" nel 1923, la S.S. Pro Italia nacque nel gennaio del 1904 come circolo sportivo; ciò, ulteriormente confermato da un'intervista postuma fatta al principale fondatore, Luigi Ascanelli, accantonerebbe definitivamente l'ipotesi di fondazione del sodalizio nel 1906, come alcune fonti hanno sostenuto (ma bisognerebbe verificare a cosa, le fonti originarie, facciano risalire di preciso la datazione del 1906).
Sempre il Presicci testimonia che nel 1923, fra i dirigenti, assieme ai nuovi membri erano ancora presenti diversi soci fondatori.
| Periodo                      | Presidenti                               |
| ---------------------------- | ---------------------------------------- |
| 1905-19??                    | rag. Roberto Rondanini                   |
| 19??-1912                    | avv. Giuseppe Ramellini                  |
| 1912-1914                    | Giovanni Carano                          |
| 1914-ottobre 1915            | rag. Roberto Rondanini                   |
| ottobre 1915-1924            | Giovanni Carano                          |
| 1924-23 maggio 1927          | Pietro Resta                             |
| 23 maggio 1927-9 luglio 1927 | Carlo Cacace (commissario straordinario) |
| 1938-1940                    | ?                                        |
| 1944-1946                    | Napoleone Magno                          |

Il colore diverso delle caselle indica il diverso periodo storico.

### L'attività polisportiva
Fonti
Nella sua lettera alla Puglia Sportiva del 1923, il Presicci testimonia anche che la Pro Italia, nei suoi primi anni di vita fu attiva in altri sport.

Nel ciclismo fu apprezzato in diverse gare il bianco-verde Carmelo Scaglione; nel podismo i proitaliani Quadella e Sartoris vinsero un giro di Napoli. Nella marcia si affermò in rappresentanza della Pro Italia Capitanio. Nel nuoto, la compagine raccolse alcune vittorie regionali, a Gallipoli, Brindisi e Taranto.

## Statistiche e record

### Partecipazione ai campionati
Sono esclusi i campionati regionali antecedenti al 1921, ad eccezione della Terza Categoria 1909-10, in quanto nessuno di essi fu organizzato per la FIGC e quindi non ufficiale.

#### Campionati nazionali
| Livello | Categoria       | Partecipazioni | Debutto   | Ultima stagione |
| ------- | --------------- | -------------- | --------- | --------------- |
| 1º      | Prima Divisione | 5              | 1921-1922 | 1925-1926       |
| 2º      | Prima Divisione | 1              | 1926-1927 | 1926-1927       |
| 3º      | Serie C         | 3              | 1938-1939 | 1945-1946       |

#### Campionati regionali
| Livello | Categoria       | Partecipazioni | Debutto   | Ultima stagione |
| ------- | --------------- | -------------- | --------- | --------------- |
| 1º*     | Terza Categoria | -              | 1909-1910 | 1909-1910       |
| 1º      | Prima Divisione | 1              | 1937-1938 | 1937-1938       |

## Rivalità

Una fase dell'incontro Bari-Pro Italia del 6 marzo 1927, finito 0-0. I bianco-verdi tarantini indossano le consuete maglie verdi con fascia orizzontale bianca sul petto.

Storica la rivalità con la concittadina Audace e con le società baresi dell'epoca Liberty e Ideale.